# 24-cm-Kanone M.16
Die 24 cm Kanone M.16 war eine Kanone, die von der k. u. k. Armee im Ersten Weltkrieg, vom tschechoslowakischen Heer in der Zwischenkriegszeit und als Beutewaffe von der deutschen Wehrmacht im Zweiten Weltkrieg genutzt wurde.

## Geschichte
Das seit 1916 von Škoda in Plzeň gebaute Geschütz wurde im Ersten Weltkrieg vom österreichisch-ungarischen Heer eingesetzt. Die Kanone hatte die gleiche Lafette wie die ebenfalls von Skoda hergestellte 38-cm-Belagerungshaubitze M.16. Durch Hinzufügung eines zweiten Schildzapfenlagerpaares ab dem dritten Geschütz der nun umbenannten 38 cm Haubitze M.16, war es möglich auch die 24 cm Kanone M.16 im vorderen Schildzapfenlagerpaar derselben Lafette einzulagern.
Bis Kriegsende wurden von den neun georderten Stück nur zwei Geschütze; von den zwei georderten Reserverohren, lediglich ein Reserverohr fertiggestellt. Die einzelne bestellte Reserve-Rohrwiege wurde bis Kriegsende nicht gebaut.
Mit den zwei hergestellten Geschützen wurden zwei Batterien der schweren Artillerie (3. u. 4./I./sAR 1) vormals Festungsartillerie ausgerüstet. Die 4./I./sAR 1 wurde ab März 1918 mit anderen schweren und schwersten Artilleriebatterien zur Unterstützung des deutschen Bündnispartners an die Westfront verlegt und kam im Rahmen der deutschen 5. Armee zum Einsatz.
In der Zwischenkriegszeit wurden die weiteren sechs gebauten Kanonen unter den Nachfolgestaaten der Doppelmonarchie aufgeteilt, wobei der größte Teil als 24 cm kanon vz. 16 zur neu entstandenen Tschechoslowakei kam. Nach der Zerschlagung der Rest-Tschechei durch die deutsche Wehrmacht im März 1939 wurden unter der Bezeichnung 24-cm-Kanone(t) sechs Kanonen mit 718 Granaten übernommen.
Nach dem Westfeldzug wurden die Geschütze am Cap Gris-Nez zur Vorbereitung des Unternehmens Seelöwe und zur Bekämpfung britischer Schiffsgeleitzüge im Ärmelkanal eingesetzt. Anfang März 1941 wurden sie dann ausgebaut und die II. Abteilung des Artillerieregiments 84 (II./AR 84), bei der sie eingesetzt waren, im Eisenbahntransport nach Heilsberg in Ostpreußen verlegt. Mitte Juni 1941 bezog die Abteilung bei Wirballen (Warten) im ostpreußischen Landkreis Elchniederung ihre Ausgangsstellung für das Unternehmen Barbarossa. Im September 1941 erreichten die Batterien das Vorfeld von Leningrad. Zunächst von Stellungen vor Kronstadt und später in der Nähe des Zarenschlosses Peterhof waren sie bis 1944 dort im Einsatz (Leningrader Blockade). Beim Rückzug 1944 gingen die meisten Geschütze verloren, die letzten beiden wurden am 9. Mai 1945 im Kurland-Kessel gesprengt.

## Technische Daten
Die Erhöhung der V0 von ursprünglich 750 m/s auf 794 m/s, und damit einhergehend die Reichweitensteigerung von 26.300 m auf 29.875 m gelang einerseits durch Einsatz verbesserter Pulversorten und Treibladungen in der Nachkriegszeit, andererseits durch Verwendung eines leichteren Geschosses mit 198 kg anstatt 213,2 ~ 215 kg.
Die Lebensdauer eines Rohres konnte mit dem neuen Geschoss von ungefähr 200 ~ 250 Schuss auf ungefähr 1000 Schuss erhöht werden.